# G.S.I LOVE YOU
『G.S.I LOVE YOU』（ジー・エス アイ・ラブ・ユー）は、日本の歌手である沢田研二の15作目となるスタジオ・アルバム。
1980年12月23日にポリドール （現ユニバーサルミュージック）からLP盤でリリースされた。
その後CD化され、1991年と1996年に東芝EMIから、また2005年にはユニバーサルミュージックから再リリースされている。

## 解説
タイトルの「G.S.」は（「P.S.I LOVE YOU」の捩りではあるが）GSを意味し、本作のコンセプトは「80年代型グループ・サウンズ」となっている。
三浦徳子と佐野元春という、1980年代前半に数多の楽曲を手がけることになるソングライターが初めて参加している。編曲は全て伊藤銀次が手がけた。
ALWAYSとの共演は本作が最後となり、メンバーチェンジを経てEXOTICS結成に至ることとなる。
当時はGSブームが再燃している時期であり、1981年1月の日劇最後のウエスタンカーニバルで本作から『おまえがパラダイス』など4曲を披露した。また沢田はザ・タイガースとしても参加した。なお、初回盤発売時には、沢田からのメッセージとザ・タイガースの『君だけに愛を』が収録されたソノシートが特典として封入されていた。

## 収録曲
- 全編曲：伊藤銀次

1. HEY!MR.MONKEY（ヘイ!ミスター・モンキー）
  - 作詞:糸井重里／作曲:沢田研二
2. NOISE（ノイズ）
  - 作詞:三浦徳子／作曲:加瀬邦彦
3. 彼女はデリケート
  - 作詞・作曲:佐野元春

後に佐野によってセルフカバーされ、アルバム「NIAGARA TRIANGLE Vol.2」に収録された後シングルカットされた。
4. 午前3時のエレベーター
  - 作詞:三浦徳子／作曲:かまやつひろし
5. MAYBE TONIGHT（メイビー・トゥナイト）
  - 作詞:三浦徳子／作曲:鈴木キサブロー
6. CAFÉビァンカ
  - 作詞:三浦徳子／作曲:かまやつひろし
7. おまえがパラダイス
  - 作詞:三浦徳子／作曲:加瀬邦彦
8. I'M IN BLUE（アイム・イン・ブルー）
  - 作詞・作曲:佐野元春

後に佐野によってセルフカバーされてアルバム『SOMEDAY』に収録される。また、1984年にデビューした吉川晃司にカバーされ、アルバム『パラシュートが落ちた夏』に収録されている。
9. I'LL BE ON MAY WAY（アイル・ビー・オン・マイ・ウェイ）
  - 作詞:三浦徳子／作曲:伊藤銀次
10. SHE SAID……（シー・セッド）
  - 作詞:三浦徳子／作曲:加瀬邦彦
11. THE VANITY FACTORY（ヴァニティー・ファクトリー）
  - 作詞・作曲:佐野元春

後に佐野によってセルフカバーされてアルバム『SOMEDAY』に収録され、沢田がコーラスで参加している。
12. G.S.I LOVE YOU
  - 作詞:MARIA MESSINA／作曲:沢田研二

## 参加ミュージシャン
- ALWAYS
  - 沢健一 - エレクトリックギター、アコースティックギター、コーラス
  - 羽岡利幸 - ハモンドオルガン、コンボオルガン、コーラス、LTパーカッション
  - 西平彰 - CP-70、アコースティックピアノ、コーラス、LTパーカッション
  - 吉田建 - エレクトリックベース、ウッドベース（6,12曲目のみ）
  - 柴山和彦 - エレクトリックギター、アコースティックギター、コーラス
  - 鈴木二郎 - ドラムス、LTパーカッション
- Ken Sawara - ピアノソロ（6曲目のみ）、LTパーカッション（4曲目のみ）、バッキングボーカル（2,5,7曲目のみ）
- 佐野元春 - バッキングボーカル（2,3,8,10曲目のみ）
- 伊藤銀次 - コーラス（4,9曲目のみ）
- 加瀬邦彦 & Sumihisa Kizaki - バッキングボーカル（9曲目のみ）